# As Sawadiyah (huyện)
Huyện As Sawadiyah là một huyện thuộc tỉnh Al Bayda', Yemen. Đến thời điểm năm 2003, huyện này có dân số 26763 người